# Gabriel Arias-Salgado
Gabriel Arias-Salgado y de Cubas (Madrid, 3 de marzo de 1904-Madrid, 26 de julio de 1962) fue un político español de ideología falangista, que ocupó importantes cargos durante la dictadura franquista. 
Conocido por sus posturas afines al integrismo católico, se unió a la Falange durante el transcurso de la Guerra civil, emprendiendo un rápido ascenso en su carrera política. Durante la dictadura tuvo un importante papel en la censura, ocupando los cargos de vicesecretario de Educación Popular y, posteriormente, ministro de Información y Turismo. Asimismo, también fue procurador en las Cortes franquistas y miembro del Consejo Nacional del Movimiento.

## Biografía

### Formación y primeros años
Nacido en Madrid el 3 de marzo de 1904, estudió en el Colegio Nuestra Señora del Recuerdo de Chamartín. Posteriormente, se licenció en Lenguas Clásicas y Humanidades, doctorándose también en filosofía y especializándose en teología.
En 1937, ya iniciada la Guerra civil, pasó a la zona sublevada. Hombre procedente del integrismo católico, posteriormente se transformaría en un falangista convencido. Durante la contienda ingresó en FET y de las JONS, realizando una rápida carrera política en el seno del incipiente régimen franquista. En agosto de 1938 fue nombrado director del semanario falangista Libertad de Valladolid, que bajo su dirección pasó a editarse con carácter diario. Por esa época también ocupó el cargo de gobernador civil de Salamanca, así como el de jefe provincial de FET y de las JONS.

### Vicesecretario de Educación Popular
En septiembre de 1941 fue nombrado vicesecretario de Educación Popular. A partir de entonces Arias-Salgado quedó a cargo de competencias como la prensa del régimen o la propaganda; hasta entonces estas habían sido competencias bajo el control del Ministerio de la Gobernación. Entre algunas de sus medidas estuvo la fundación de la Escuela Oficial de Periodismo —a cuya inauguración en 1942 asistieron Arias-Salgado y Juan Aparicio—, y la creación del NO-DO —acrónimo de «Noticiarios y Documentales»— el 26 de septiembre de 1942. En la Vicesecretaría de Educación Popular contó con la estrecha colaboración de Juan Aparicio, delegado nacional de prensa. Por el contrario, mantuvo frecuentes enfrentamientos con Ramón Serrano Suñer, ministro de exteriores y que hasta hacía poco había controlado la prensa. También mantendría malas relaciones con el sucesor de Serrano, Francisco Gómez-Jordana, en relación con la información publicada sobre la política exterior.

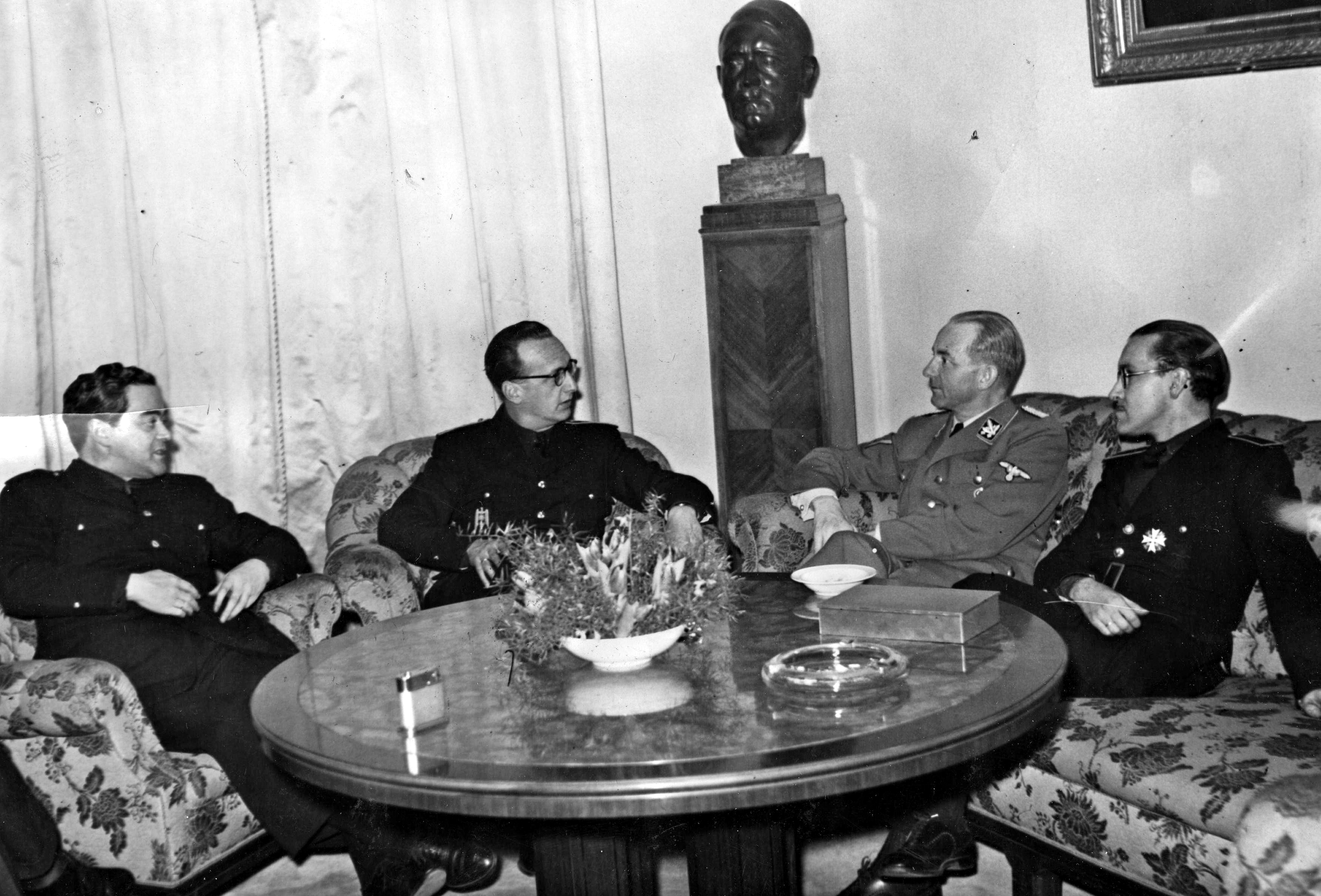
Gabriel Arias-Salgado junto a Otto Dietrich, en Berlín (1943).

Germanófilo y simpatizante de las potencias fascistas, en enero de 1943 formó parte de la comitiva que acompañó al ministro-secretario general José Luis Arrese en su visita a la Alemania nazi, junto a otros falangistas destacados, como Manuel Valdés Larrañaga, Agustín Aznar, Manuel Martínez de Tena, Víctor de la Serna y Xavier de Echarri. En estos años la prensa solía seguir con mayor atención las victorias del Eje, a la vez que silenciaba las derrotas militares de Alemania e Italia. Esta situación también se daba en el cine, donde Arias-Salgado introdujo con entusiasmo el material propagandístico nazi, a la vez que se encargó de excluir el material informativo-propagandístico de los Aliados. Coincidiendo con el final de la Segunda Guerra Mundial y la derrota de las potencias fascistas, Arias-Salgado y otros filonazis fueron perdiendo peso en el seno de la dictadura franquista. En julio de 1945 la Vicesecretaría de Educación Popular fue disuelta, y sus competencias transferidas al Ministerio de Educación Nacional.
En esos años también desempeñó otros cargos, llegando a ser delegado nacional de Prensa y Propaganda de FET y de las JONS, procurador de las Cortes franquistas y miembro del Consejo Nacional de FET y de las JONS.

### Ministro de Información y Turismo
Considerado el principal teórico y artífice de la censura franquista, fue puesto al frente del recién creado Ministerio de Información y Turismo, cargo que mantuvo desde julio de 1951 hasta 1962. Su nombramiento vino a constituir en sí un reforzamiento del control oficial sobre la información. Católico integrista, durante su etapa ministerial Arias-Salgado ejerció un fuerte control sobre la prensa española. El escritor y propagandista José María Pemán llegó a describirlo como «uno de los hombres más ferozmente buenos», mientras que el historiador Ricardo de la Cierva lo definió como «falangista acérrimo, franquista absoluto, [...] con una preocupación encomiable por evitar la condena eterna de los españoles». En los diez años que estuvo al frente del ministerio dirigió la política informativa desde un sectarismo cerril; el propio Arias-Salgado llegó a afirmar: «Toda la libertad para la verdad, ninguna libertad para el error». Durante esos años se consolidó el modelo cultural franquista, aunque hicieron aparición otras nuevas formas de comunicación, como la televisión.
Sin embargo, su carrera política llegó a su fin en 1962. Por instigación del propio Arias-Salgado, durante el mes de junio de ese año la prensa oficial del régimen lanzó una dura campaña contra los participantes españoles en el IV Congreso del Movimiento Europeo, presentando una imagen distorsionada de la reunión y llegando a denominarla peyorativamente como el «contubernio de Múnich». Esta campaña, sin embargo, acabó teniendo un efecto muy negativo para la imagen del régimen franquista en Europa e incluso para la propia imagen del ministro. En este contexto salió del gobierno y fue sustituido por Manuel Fraga.
Falleció de un infarto el 26 de julio de 1962 en las escaleras de su domicilio de Madrid, apenas unos días después de su cese.

## Familia
Hermano de Alejandro Arias-Salgado y de Cubas, teniente-coronel de aviación, que estuvo preso durante los primeros años del franquismo. El 1 de abril de 1942 le fue conmutada la pena por la de confinamiento.
Fue padre del también político Rafael Arias-Salgado y del diplomático Fernando Arias-Salgado.

## Condecoraciones
- Gran Cruz de la Gran Orden Imperial de las Flechas Rojas (1942)[48]
- Gran Cruz de la Orden de Isabel la Católica (1946)[49]